# Агромарс Комплекс
ТОВ «Комплекс Агромарс» — холдингова компанія, заснована 1998 року. Продукція компанії відома під торговою маркою «Гаврилівські курчата». З грудня 2020 року птахофабрики холдингу припинили роботу, компанія фактично є банкрутом.
Комплекс Агромарс є вертикально інтегрованою компанією, що охоплює всі етапи виробництва курятини, від вирощування зернових культур, зберігання комбікормів, виробництва племінної і бройлерної продукції до переробки м'яса і реалізації через власну франчайзингову мережу.

## Історія
1998 року в селі Гаврилівка Вишгородського району на Київщині створено ЗАТ «Гаврилівський птахівничий комплекс». Придбано перших добових курчат-бройлерів в Угорщині, налагоджено постачання комбікормів із заводів Київської області, і було вироблено 2 тисячі тонн м’яса курчат-бройлерів. 
Наступного року було орендовано понад 25 тис. гектарів землі, придбано необхідну для вирощування зернових культур сільськогосподарську техніку. До складу товариства увійшов Кагарлицький елеватор з потужностями по зберіганню 100 тисяч тонн зерна, а 2000 року — Київський комбікормовий завод. Також було введено в експлуатацію високотехнологічний цех по забою птиці та переробці м’яса курчат-бройлерів потужністю 6 тис. голів на годину
У 2002—2003 рр. в межах Гаврилівської сільської ради збудовано дві нові бройлерні ферми та два інкубаційні цехи, введено в експлуатацію ферми по утриманню племінної птиці в селах Катюжанка, Жукин, Лебедівка Вишгородського району на Київщині та в селі Молочки на Житомирщині, в яких разом утримувалось близько 400 тисяч голів племінних курей м’ясних порід, а також запроваджено систему управління якістю продукції, яку сертифіковано відповідно до вимог ДСТУ ISO 9001:2001. 
У 2004—2006 рр. було переоснащено Київський комбікормовий завод та збудовано п’ять нових бройлерних ферм в межах Димерської селищної ради Вишгородського району, а також збудовано третій інкубаційний цех, придбано племінний птахорепродуктор ВАТ «Рудня» у Броварському районі на Київщині. Споруджено 4 нових бройлерних ферм в межах Димерської селищної ради на Київщині.
У 2007—2009 рр. в групу компаній торгової марки «Гаврилівські курчата» ввійшли бройлерні господарства Харківської області - ЗАТ «Курганський бройлер» та племінний птахорепродуктор ЗАТ «Голден крос», а у Київській області придбано ВАТ «Бориспільський комбікормовий завод». 
2010 року впроваджено інтегровану систему управління безпечністю і якістю продукції, яку сертифіковано на відповідність вимогам міжнародних стандартів ISO 9001:2008 та ISO 22000:2005 (НАССР).

## Склад ТОВ «Комплекс Агромарс»
- Філія «Гаврилівський птахівничий комплекс»;
- Броварська філія;
- Кагарлицька філія;
- Філія «Кагарлицький елеватор»;
- Бориспільська філія;
- Філія «Київкомбікорм»;
- ТОВ «Курганський бройлер»;
- Філія «Голден крос» ТОВ «Курганський бройлер»
- Філія «Торговий дім» ТОВ «Курганський бройлер»
- ТОВ «Агромарс Ексім»;
- Одеська філія;
- Дніпропетровська філія;
- Тернопільська філія;
- Кримська філія;
- Запорізька філія.